# Kiss the Stars
"Kiss the Stars" é uma canção da cantora inglesa Pixie Lott contida no segundo álbum de estúdio de Lott, Young Foolish Happy. A artista trabalhou com Phil Thornalley e Mads Hauge na escrita da obra, esta que também foi produzida por Thornalley e Hauge. A faixa deriva dos gêneros músicais de pop e dance e trata de estar apaixonado e divertir-se com um parceiro. Embora tenha sido elogiada por ser cativante, recebeu em sua maioria resenhas negativas em atribuição às suas letras consideradas por críticos como banais, tendo semelhanças entre si e "Firework", da estadounidense Katy Perry, notadas por redatores.
O lançamento da música como o terceiro single do disco ocorreu em 30 de janeiro de 2012. A composição entrou na tabela de mais vendidas no Reino Unido, a UK Singles Chart, devido a downloads digitais, conseguindo alcançar o oitavo lugar da lista. Seu melhor desempenho foi na Escócia, onde chegou à quinta posição da classificação publicada pela empresa Official Charts Company. Seu vídeo acompanhante foi dirigido por Julian Gibbs e mostra a artista em um cenário de ficção científica na qual faz sequências de dança em variados trajes. Apresentações ao vivo de "Kiss the Stars" ocorreram através de festivais musicais, programas televisivos e rádios britânicas.

## Antecedentes
A cantora inglesa Pixie Lott trabalhou com os compositores e produtores musicais compatriotas Phil Thornalley e Mads Hauge no seu álbum de estreia, Turn It Up, de 2009. Em janeiro de 2011, ela começou a produzir seu segundo disco de estúdio, Young Foolish Happy. Sobre o desenvolvimento do trabalho, comentou acreditar que canções são melhor elaboradas quando um músico coopera com profissionais já conhecidos e dentre as do projeto, veio a dizer que compôs uma com Thornalley e Hauge, intitulada "Kiss the Stars": "Nós escrevemos esta [música] bem rápido: tínhamos a ideia principal em um dia e então, no outro, terminamos ela." A gravação da obra ocorreu no Swamp Studio de West Hampstead, área de Londres.
Antes da sua apresentação no festival musical Jingle Bell Ball em 3 de dezembro de 2011, a artista foi entrevistada pela rádio local Capital FM. Dentre as perguntas feitas à artista, ela veio a comentar sobre o terceiro single do Young Foolish Happy e o radialista presente, James, sugeriu que fosse sua faixa "Kiss the Stars". Logo, Lott veio a confirmar a suposição do entrevistador. A canção tinha lançamento previsto para 29 de janeiro de 2011, o qual foi adiado para um dia após.

## Composição
"Kiss the Stars" é uma canção dos gêneros musicais pop e dance com elementos de electro e trance. Suas letras têm como assuntos estar apaixonado e divertir-se com um parceiro, os quais Lott disse estarem relacionados com "sentir-se bem", como exemplificado em versos como "Beijar as estrelas esta noite, nós dois vamos escrever nossos nomes radiantes".

## Recepção crítica
| Críticas profissionais | Críticas profissionais |
| Avaliações da crítica  | Avaliações da crítica  |
| Fonte                  | Avaliação              |
| ---------------------- | ---------------------- |
| Digital Spy            | [ 11 ]                 |

Jimmy Nsubuga, da unidade britânica da companhia de jornalismo Metro International, relatou a semelhança de "Kiss the Stars" com "Firework", de Katy Perry, e analisou a canção como cativante, embora tenha salientado suas letras como "horríveis". Robert Copsey, do portal Digital Spy, observou a mudanças dos lançamentos de Lott desde o início da sua carreira até esta música, que de acordo com o editor, "seja verdade que não sabemos como acompanhá-la", concluindo que a faixa falha ao combinar sua produção ao estilo do Festival Eurovisão da Canção com, na visão de Copsey, conteúdo lírico banal. Paul MacInnes, do periódico The Guardian, foi igualmente negativo com os versos da obra e avaliou o pequeno uso do processador Auto-Tune na voz da cantora como mostrando "(...) um robô fingindo ser humano, ao invés do contrário."
"Kiss the Stars" foi também comentada na crítica de Fraser McAlpine, da rede BBC, ao Young Foolish Happy, na qual o redator comparou-a com "Firework".

## Desempenho comercial
"Kiss the Stars" fez sua estreia nas tabelas musicais através da UK Singles Chart, publicada pela empresa britânica Official Charts Company, quando na data de 14 de janeiro de 2012, entrou no número 81 da lista, devido a downloads digitais. Sete dias depois, teve o maior salto da então semana passada ao pular 67 posições até chegar à 14.ª da compilação, com 18.647 cópias vendidas. Na Escócia, veio a atingir o oitavo lugar da Scottish Singles Chart, divulgada pela companhia mencionada anteriormente. Em 28 de janeiro daquele mês, seu desempenho cresceu com sua oitava colocação no Reino Unido após 26.983 edições comercializadas e sua quinta em território escocês, onde teve seu maior pico. Na Irlanda, ficou no número 33 do periódico musical da Irish Recorded Music Association no período marcado para 2 de fevereiro consequente. Passados dois dias, sua trajetória no Reino Unido caiu ao posicionar-se no décimo nono emprego da UK Singles Chart, mas ela melhorou quando a música chegou à sua décima primeira posição na semana seguinte.

## Vídeo musical
Na sua série de fotos Today I'm wearing... para a edição britânica da revista de moda Vogue, Lott revelou no dia 8 de dezembro de 2011 estar experimentando roupas para o vídeo acompanhante de "Kiss the Stars". Dirigida por Julian Gibbs, a gravação foi lançada em 10 de janeiro de 2012.
O vídeo tem um tema de ficção científica e começa com Lott flutuando no espaço com um longo vestido branco e um comprido cabelo louro. Logo, ela é vista em uma plataforma espacial vestindo uma malha e com um cabelo mais curto, quando então começa a fazer uma coreografia acompanhada de dançarinos virtuais feitos em computação gráfica em frente a um cenário de dispositivos coloridos. A cantora continua a fazer seus passos, com seu visual mudando para cortes de tranças e rabo-de-cavalo, quando então beija um dos bailarinos digitais e ele transforma-se em um humano.

## Apresentações ao vivo
Em 3 de dezembro de 2011, Lott compareceu ao festival Jingle Bell Ball, realizado na O2 Arena, onde fez a primeira apresentação de "Kiss the Stars". Em 15 de janeiro de 2012, a cantora interpretou a faixa no programa televisivo britânico Dancing on Ice, cuja exibição incluía a artista na pista de gelo do evento com o auxílio dos patinadores profissionais presentes. No dia 27 seguinte, a intérprete compareceu ao canal CBBC e mais tarde, em 30 de janeiro, no programa Daybreak para cantar a música. Um dia após, a vocalista assistiu à rádio BBC Radio 1 com sua banda para fazer uma sessão ao vivo da canção, que foi repetida logo em fevereiro com a aparição de Lott no Blue Peter. No dia 7 daquele mês, Lott foi à Manchester para apresentar "Kiss the Stars" na emissora radiofônica local Key 103.
Nos Jogos Olímpicos de Londres 2012, a inglesa interpretou a faixa e "Use Somebody" antes da competição final da equipe masculina britânica de ginástica, realizada na North Greenwich Arena no dia 30 de julho.

## Créditos de elaboração
Lista-se abaixo os profissionais envolvidos na elaboração de "Kiss the Stars", de acordo com o encarte acompanhante ao Young Foolish Happy:
- Pixie Lott: vocais, composição;
- Mads Hauge: vocais, composição, produção, gravação, mixagem, instrumentação, programação;
- Phil Thornalley: composição, produção;
- Tim Debney: engenharia de masterização.